# Communicationsweg
Ein Communicationsweg, Communikationsweg oder Kommunikationsweg ist ein Verbindungsweg in oder zwischen Orten. „Kommunikation“ ist hier ursprünglich die Verbindung innerhalb der mittelalterlichen Befestigung.

## Begriffsumfang

### Communication
„Communikation aus dem Lateinischen heißt Verbindung. Kommunikationswege verbanden entlang der Stadtmauer die dorthin führenden Straßen oder aber verschiedene Stadtgebiete bzw. Ortschaften oder Ortsteile. Die Gemeinde- oder Verbindungswege im Ort führten in den meisten Fällen zu den Gärten oder Feldern.“
Im Mittelalter waren Städte zumeist bis an die Stadtmauer heran von Wohnhäusern bebaut, um den Raum innerhalb der Befestigung bestmöglich zu nutzen. Die Verbindung zwischen den meist von Sonnenuntergang bis -aufgang geschlossenen Stadttoren führte dadurch oft auf der Außenseite der Stadtmauer entlang. Auf diesen Wegen wurde die Verbindung hergestellt (Kommunikation), Communicationen waren also Verbindungswege.
Im weiteren Sinn des Wortes ging der Begriff auch auf andere Verbindungswege über, so wurden die Wege der Stadtbewohner zu Feldern und Gärten zur „Communication“. Damit kam es zu Begriffsüberschneidungen mit Landstraße, Chaussee wie am Beispiel des öffentlichen Straßenbaurechtes im Königreiche Sachsen dargestellt. Es blieb nicht aus, dass die Landesbehörden Vorschriften für ihr Straßenrecht erließen und Definitionen für Communicationswege festlegten, wie am Beispiel Braunschweigs belegbar ist. Hier wurden Verkehrswege in Staatsstraßen; Communicationswege („welche zur Verbindung der Ortschaften und Gemarkungen untereinander, oder mit den Staatsstraßen oder Eisenbahnen bestimmt sind“); Straßen in Städten, Dörfern und Flecken; öffentliche Fußwege; Feld- und Wannewege sowie in Privatwege unterschieden.

### Communicationsweg
Im beginnenden 19. Jahrhundert führte um die gesamte Stadt Berlin auf ländlicher Seite die Communication als zusammenhängender Verkehrsweg. Im Adressbuch des Jahres 1801 findet sich dazu diese Aussage: „Die Communication um der ganzen Stadt beträgt 4033 Ruthen 20165 Schritt oder 2 deutsche Meilen und 165 Schritt.“
Die allgemeine Bezeichnung „Communikationsweg“ bezog sich im Sprachgebrauch bis zum Ende des 19. Jahrhunderts überhaupt auf Hauptwege (Verbindungen) zwischen Orten mit größeren Entfernungen.
Mit dem Ausbau der Städte gegen Ende des 18. Jahrhunderts wurden Grundstücke an diesen Wegen (außerhalb von Stadtmauern) bebaut und die ursprünglich genutzten mitunter volkstümlichen Bezeichnungen wurden die Grundlage des neuen Straßennamens. Später wurde aus Bürgerstolz der Anwohner die (mittelalterlich anmutende) Communication erneut umbenannt, wie dies nicht nur an der Nordostseite der Berliner Akzisemauer im Zuge der Torstraße erfolgte.

„Stadt [Dresden]. Große Elbbrücke von schöner Konstruktion in einer vortrefflichen Gegend, sie ist die einzige Communication der Alt- und Neustadt, daher voller Leben“

Mit der Herausbildung von städtischen Strukturen in den vormals ländlichen Gebieten um die Siedlungskerne bestand der Wunsch von Anwohnern und Anliegern, dies in den Wegebezeichnungen auszudrücken. So wurden aus Dorfstraßen Hauptstraßen, durch die Befestigung der Landwege durch Pflasterungen wurden die Wege in Straßen umbenannt. Jedoch blieben auch alte Flur- und Wegebezeichnungen erhalten oder wurden bei späteren neu angelegten Straßen wieder aufgefrischt (Beispiele finden sich unter den Ortsteilen Berlins: Straßen und Plätze in Berlin und ähnlichen Artikeln).

### Schwarzer Weg
Ein Straßenname mit vergleichbarer Prägung ist die noch überkommene und weiterhin gebräuchliche Bezeichnung Schwarzer Weg für Straßen, die unbefestigt oder mit einfacher Ausführung, gegebenenfalls mit schwarzem Belag, zwischen Ortsteilen verlaufen oder die als breiter Weg durch Parks oder Gartenkolonien führen. Der „Schwarze Weg“ ist oft nur im inoffiziellen, nichtamtlichen Sprachgebrauch so bezeichnet. In Stadtplänen bleiben solche Wege oft unbenannt oder sie werden durch andere Bezeichnungen markiert. Die Ursache solcher Auslassung besteht teilweise darin, dass die heutigen Wege die Anforderungen an eine „amtlich gewidmete Straße“ nicht erfüllen. Zum anderen wurde der Name mitunter beim Anlegen neuer Straßen und bei der Umgestaltung zu Siedlungsflächen belassen oder wieder verwendet. Als Beispiel sei der Schwarze Weg in Berlin-Tegel genannt, der als Fahrstraße beginnt und in einen Wanderweg übergeht.
Eine weitere oft benutzte Bezeichnung für solche durch Siedlungsgebiete führende Verbindungen ohne amtliche Bestätigung ist Verlorener Weg. Diese Bezeichnung geht vorwiegend auf die genutzte, aber (scheinbar) ziellosen Richtungen im Gelände zurück.

## Beispiele

### Communicationsweg

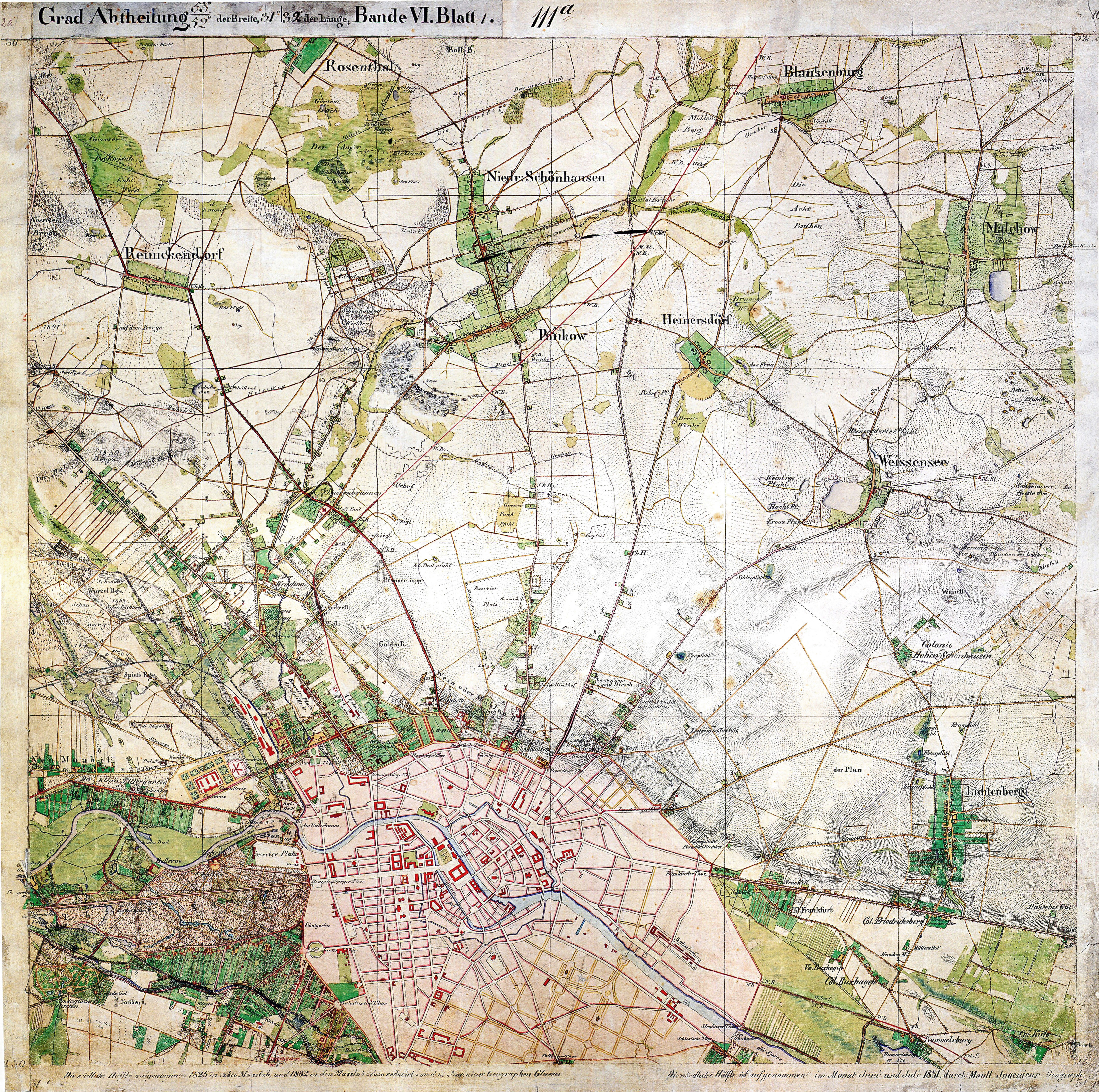
Urmesstischblatt Berlin-Nord um 1840 mit dem nahe der Weichteilgrenze Berlins eingezeichneten Communikationsweges im Nordosten um Berlin

Es ist der ältere Name von mehreren Straßen in Berlin. Beispielsweise trug die Danziger Straße von 1822 bis zum 23. Februar 1874 diesen Namen. Sie verband die nach Nordosten führenden Berliner Ausfallstraßen: Schönhauser Allee, Prenzlauer Allee, Greifswalder Straße, Landsberger Allee. Die Gaillardstraße in Pankow, ebenfalls am Rand der Landgemeinde zu den Wiesen und Gärten hieß bis 1903 Communikationsweg, ein weiteres Beispiel ist der Communikationsweg in Französisch Buchholz auf dem Messtischblatt von 1871, in dessen Verlauf heute ungefähr die Gartenstraße liegt. Der gesamte innere Weg entlang der Berliner Zollmauer trug abschnittsweise den entsprechenden Namen; etwa die Brandenburger Communication zwischen Brandenburger und Potsdamer Tor (heute: Ebertstraße). So wurde dann 1875 in Friedrichshain der Communikationsweg vor dem Landsberger Thor in Friedensstraße umbenannt. In Gesundbrunnen wurde der Communicationsweg an der Stettiner Bahn am 26. September 1865 zur Grüntaler Straße umbenannt. In Lichtenberg wurde der Communicationsweg um 1900 zum Verbindungsweg und führte von der früheren Frankfurter Chaussee nach Süden zum Oberweg, 1972 wurde er durch das Quartier Frankfurter Allee Süd überbaut. Als Beispiel findet sich im Allgemeinen Wohnungsanzeiger für Berlin, Charlottenburg und Umgebungen auf das Jahr 1845 eine Liste von Communicationen, wie „Communication zw. d. Anhaltschen u. Halleschen b. zur Dragonerkaserne excl. dieser u. des Hauses 21“ oder „Communication v. Oranienb. Thor b.h.d. Linienstraße“.
Communikationswege gibt es auch in anderen Gemeinden.
- Der Communikationsweg in Bonn-Röttgen führt durch ein Parkgelände.
- Im Landkreis Peine führte der Communikationsweg (heute: Spannweg) in Sophiental über drei Kilometer nach Bortfeld.[13]
- In Dresden existiert der Grunaer Communicationsweg heute als Geisingstraße.[14]
- Die 1830 in Leverkusen als Communicationsweg bezeichnete Straße wurde 1908 in Sandweg umbenannt.[15]
- Der Communicationsweg von Eickel nach Bickern (heute: Wanne) ist heute die Hauptstraße, so im Gemeinde-Atlas Eickel von 1923 verzeichnet.[16]
- Coswig (Landkreis Meißen): „Gegenwärtig soll dieser Communicationsweg wegen der Umgestaltung der Coswiger Bahnhofsanlage in Coswiger Flur den Betheiligten – trotz des Rechts auf Erhaltung dieses Weges – ohne entsprechenden Ersatz dafür, eingezogen werden.“[17]

### Schwarzer Weg
Im Land Berlin sind fünf Straßen (RBS-Klasse STRA) in den Ortsteilen Tegel (4071), Wilhelmstadt (5817), Mitte (43237), Schmöckwitz (43785) und Oberschöneweide (44711) im Straßenverzeichnis aufgenommen. Nach den Kategorien des OKSTRA sind zwei davon als Gemeindestraße, zwei als Waldweg und eine als nichtöffentlich vermerkt. Der Schwarze Weg in Berlin-Tegel beginnt als Fahrstraße und geht in einen Wanderweg über, der um den Tegeler See führt. Noch zu Beginn des 20. Jahrhunderts – bei anderer Notwendigkeit für die Verkehrsmittel – war dies jedoch die Fahrstraße um vom Gutsbezirk Tegel an den Tegelort mit der entstehenden Villenkolonie zu gelangen.
In Münster wurde um einen „Schwarzen Weg“ geklagt, der wohl schon 1811 auf einer Karte verzeichnet war. Seit mehreren Jahrzehnten gehörte er zum Privatgrundstück und existierte als Weg nicht mehr. Nach Ansicht der Richterin kann allerdings Anspruch auf Wiedereinrichtung nur Bestehen, wenn der Weg mit Einverständnis der Besitzer des Grundstücks trotz des privaten Eigentums ständig öffentlich genutzt wurde. „Der Weg ist schon Jahrzehnte nicht mehr vorhanden, die Fläche gehört inzwischen den Nachbarn.“
Ein „Verlorener Weg“, der bis zu seiner Benennung um 1870 am 1740 begründeten Bürgerpark Friedrichshain diese Bezeichnung in die Kartenwerke einbrachte, ist ein Verbindungsweg von Berlin außerhalb des Königstors zum Landgut, später der Landgemeinde und Vorort Weißensee.